# Thyropoeus malagasus
Espèce
Synonymes
- Heteromigella malagasa Strand, 1908

Thyropoeus malagasus est une espèce d'araignées mygalomorphes de la famille des Migidae.

## Distribution
Cette espèce est endémique de Madagascar,.

## Description
Les femelles mesurent de 13,0 à 14,8 mm et les mâles de 8,8 à 12,9 mm

## Publication originale
- Strand, 1908 : Arachniden aus Madagaskar, gesammelt von Herrn Walter Kaudern. Zoologische Jahrbücher. Abteilung für Systematik, Geographie und Biologie der Tier, vol. 26, p. 453-488 (texte intégral).